# Torneo de las Seis Naciones 2015
El Torneo de las Seis Naciones 2015 de rugby, o también denominado 2015 RBS 6 Nations debido al patrocinio del Royal Bank of Scotland, fue la decimosexta edición de este torneo en el formato de Seis Naciones. El torneo se desarrolló del 6 de febrero al 21 de marzo de 2015 y lo ganó el XV del trébol que defendió victoriosamente el título del año anterior.

## Países participantes
| Selección  | Estadio local       | Capacidad | Ciudad    | Entrenador           | Capitán           |
| ---------- | ------------------- | --------- | --------- | -------------------- | ----------------- |
| Escocia    | Murrayfield Stadium | 67,144    | Edimburgo | Vern Cotter          | Greig Laidlaw     |
| Francia    | Stade de France     | 81,338    | París     | Philippe Saint-André | Thierry Dusautoir |
| Gales      | Millennium Stadium  | 74,500    | Cardiff   | Warren Gatland       | Sam Warburton     |
| Inglaterra | Twickenham Stadium  | 82,000    | Londres   | Stuart Lancaster     | Chris Robshaw     |
| Irlanda    | Aviva Stadium       | 51,700    | Dublín    | Joe Schmidt          | Paul O'Connell    |
| Italia     | Stadio Olimpico     | 73,261    | Roma      | Jacques Brunel       | Sergio Parisse    |

## Clasificación
| Pos | País       | Partidos | Partidos | Partidos | Partidos | Puntos  | Puntos    | Puntos | Puntos | Tabla de puntos |
| Pos | País       | J        | G        | E        | P        | A favor | En contra | Dif    | Tries  | Tabla de puntos |
| --- | ---------- | -------- | -------- | -------- | -------- | ------- | --------- | ------ | ------ | --------------- |
| 1   | Irlanda    | 5        | 4        | 0        | 1        | 119     | 56        | +63    | 3      | 8               |
| 2   | Inglaterra | 5        | 4        | 0        | 1        | 157     | 100       | +57    | 8      | 8               |
| 3   | Gales      | 5        | 4        | 0        | 1        | 146     | 93        | +53    | 4      | 8               |
| 4   | Francia    | 5        | 2        | 0        | 3        | 103     | 101       | +2     | 4      | 4               |
| 5   | Italia     | 5        | 1        | 0        | 4        | 62      | 182       | −120   | 6      | 2               |
| 6   | Escocia    | 5        | 0        | 0        | 5        | 73      | 131       | −58    | 4      | 0               |

## Premios especiales
- Grand Slam: Ninguno
- Triple Corona: Ninguno
- Copa Calcuta:  Inglaterra
- Millennium Trophy:  Irlanda
- Centenary Quaich:  Irlanda
- Trofeo Garibaldi:  Francia
- Cuchara de madera:  Escocia

## Calendario de partidos[1]

### Primera fecha
| 6 de febrero de 2015, 20.05h GMT (UTC+0) | Gales                                                                      | 16 - 21 | Inglaterra                                                        | Millennium Stadium, Cardiff,                                        |                                                                     |
|                                          | try: Webb 7'c con: Halfpenny (1/1) pen: Halfpenny 1' 23' drop: Biggard 40' | Reporte | try: watson 14' Joseph 43'c con: Ford (1/2) pen: Ford 31' 61' 78' | Asistencia: 73.815 espectadores Árbitro(s): Jérome Garcés (Francia) | Asistencia: 73.815 espectadores Árbitro(s): Jérome Garcés (Francia) |

| 7 de febrero de 2015, 15.30h CET (UTC+1) | Italia           | 3 - 26  | Irlanda                                                                                      | Stadio Olimpico, Roma,                                               |                                                                      |
|                                          | pen: Haimona 40' | Reporte | try: Murray 64'c O'Donnell 66'c con: Keatley (1/1) Madigan (1/1) pen: Keatley 6' 20' 35' 57' | Asistencia: 57.700 espectadores Árbitro(s): Pascal Gauzére (Francia) | Asistencia: 57.700 espectadores Árbitro(s): Pascal Gauzére (Francia) |

| 7 de febrero de 2015, 18.00h CET (UTC+1) | Francia                       | 15 - 8  | Escocia                        | Stade de France, Saint-Denis,                                   |                                                                 |
|                                          | pen: López 2' 16' 37' 49' 78' | Reporte | try: Fife 39' pen: Laidlaw 13' | Asistencia: 78.191 espectadores Árbitro(s): Nigel Owens (Gales) | Asistencia: 78.191 espectadores Árbitro(s): Nigel Owens (Gales) |

### Segunda fecha
| 14 de febrero de 2015, 14.30h GMT (UTC+0) | Inglaterra | 47 - 17 | Italia                                          | Twickenham Stadium, Londres,                                     |                                                                  |
|                                           | try: Vunipola 23' Joseph 26', 60' Youngs 54' Cipriani 63' Easter 68' con: Ford (3/4) Cipriani (1/2) pen: Ford 20' 45' 57' | Reporte | try: Parisse 3' Morisi 49' 78' con: Allan (1/1) | Asistencia: 82.061 espectadores Árbitro(s): John Lacey (Irlanda) | Asistencia: 82.061 espectadores Árbitro(s): John Lacey (Irlanda) |

| 14 de febrero de 2015, 17.00h GMT (UTC+0) | Irlanda                                     | 18 - 11 | Francia                                | Aviva Stadium, Dublín,                                                |                                                                       |
|                                           | pen: Sexton 13' 18' 32' 38' 67' Madigan 50' | Reporte | try: Taofifénua 70' pen: López 16' 35' | Asistencia: 50.000 espectadores Árbitro(s): Wayne Barnes (Inglaterra) | Asistencia: 50.000 espectadores Árbitro(s): Wayne Barnes (Inglaterra) |

| 15 de febrero de 2015, 16.00h CET (UTC+1) | Escocia                                                                                  | 23 - 26 | Gales                                                                                     | Murrayfield Stadium, Edimburgo,          |                                          |
|                                           | try: S.Hogg 9' J.Welsh 79' con: G.Laidlaw 10' F.Russell 79' pen: G.Laidlaw 17', 44', 54' |         | try: R.Webb 33' J.Davies 63' con: L.Halfpenny 34', 65' pen: L.Halfpenny 6', 19', 31', 48' | Árbitro(s): Glen Jackson (Nueva Zelanda) | Árbitro(s): Glen Jackson (Nueva Zelanda) |

### Tercera fecha
| 28 de febrero de 2015, 14.30h GMT (UTC+0) | Escocia                                                            | 19 - 22 | Italia                                                                                            | Murrayfield Stadium, Edimburgo,                                     |                                                                     |
|                                           | try: Bennett 7'c con: Laidlaw (1/1) pen: Laidlaw 1', 15', 26', 66' | Reporte | try: Furno 9' Venditti 36'c Ensayo de castigo 79' con: Haimona (1/2) Allan (1/1) pen: Haimona 17' | Asistencia: 62.188 espectadores Árbitro(s): George Clancy (Irlanda) | Asistencia: 62.188 espectadores Árbitro(s): George Clancy (Irlanda) |

| 28 de febrero de 2015, 17.00h CET (UTC+1) | Francia                                              | 13 - 20 | Gales                                                 | Stade de France, Saint-Denis,                                       |                                                                     |
|                                           | try: Dulin 67'c con: López (1/1) pen: López 17'. 48' | Reporte | try: Biggar 59' pen: Halfpenny 7', 28', 51', 64', 73' | Asistencia: 78.814 espectadores Árbitro(s): Jaco Peyper (Sudáfrica) | Asistencia: 78.814 espectadores Árbitro(s): Jaco Peyper (Sudáfrica) |

| 1 de marzo de 2015, 15.00h GMT (UTC+0) | Irlanda                                                          | 19 - 9  | Inglaterra                        | Aviva Stadium, Dublín,                |                                       |
|                                        | try: Henshaw 52'c con: Sexton (1/1) pen: Sexton 1', 8', 29', 47' | Reporte | pen: Ford 58', 67' drop: Ford 11' | Árbitro(s): Craig Joubert (Sudáfrica) | Árbitro(s): Craig Joubert (Sudáfrica) |

### Cuarta fecha
| 14 de marzo de 2015, 14.30h GMT (UTC+0) | Gales                                                                          | 23 - 16 | Irlanda                                                                | Millenium Stadium, Cardiff,         |                                     |
|                                         | try: S.Williams 62' pen: L.Halfpenny 3', 8', 12', 14', 75' drop: D. Biggar 34' |         | try: Try de castigo 68' con: J.Sexton 70' pen: J. Sexton 18', 30', 37' | Árbitro(s): Steve Walsh (Australia) | Árbitro(s): Steve Walsh (Australia) |

| 14 de marzo de 2015, 17.00h GMT (UTC+0) | Inglaterra                                                                              | 25 - 13 | Escocia                                                             | Twickenham Stadium, Londres,       |                                    |
|                                         | try: J.Joseph 4' G.Ford 43' J.Novell 75' con: G.Ford 5', 44' (2/3) pen: G.Ford 25', 56' |         | try: M.Bennett 21' con: G.Laidlaw 22' (1/1) pen: G.Laidlaw 29', 38' | Árbitro(s): Romain Poite (Francia) | Árbitro(s): Romain Poite (Francia) |

| 15 de marzo de 2015, 15.00h CET (UTC+1) | Italia | 0 - 29 | Francia | Stadio Olimpico, Roma,            |  |
|                                         |        |        |         | Árbitro(s): JP Doyle (Inglaterra) |  |

### Quinta fecha
| 21 de marzo de 2015, 12.30h CET (UTC+1) | Italia | 20 - 61 | Gales | Stadio Olimpico, Roma,                    |  |
|                                         |        |         |       | Árbitro(s): Chris Pollock (Nueva Zelanda) |  |

| 21 de marzo de 2015, 14.30h GMT (UTC+0) | Escocia | 10 - 40 | Irlanda | Murrayfield Stadium, Edimburgo,     |  |
|                                         |         |         |         | Árbitro(s): Jérome Garces (Francia) |  |

| 21 de marzo de 2015, 17.00h GMT (UTC+0) | Inglaterra | 55 - 35 | Francia | Twickenham Stadium, Londres,    |  |
|                                         |            |         |         | Árbitro(s): Nigel Owens (Gales) |  |

|                                     |
| Bandera de Irlanda                  |
| Campeón Irlanda Decimotercer título |